# مارسين فليس
مارسين فليس (بالبولندية: Marcin Flis)‏ هو لاعب كرة قدم بولندي في مركز الدفاع، ولد في 10 فبراير 1994 في Bychawa ‏ في بولندا. شارك مع منتخب بولندا تحت 17 سنة لكرة القدم ومنتخب بولندا تحت 19 سنة لكرة القدم ومنتخب بولندا تحت 20 سنة لكرة القدم. أما مع النوادي، فقد لعب مع GKS Bełchatów ‏.

## وصلات خارجية
- مارسين فليس على موقع قاعدة بيانات كرة القدم.إي يو (الإنجليزية)
- مارسين فليس على موقع Soccerway.com (الإنجليزية)
- مارسين فليس على موقع عالم كرة القدم.نت (الإنجليزية)